# Тростянка (Луцький район)
Тростя́нка — село в Україні, у Луцькому районі Волинської області. Входить до складу Копачівської сільської громади. Населення становить 303 особи.

## Географія
На західній стороні від села бере початок річка Фоса, права притока Лютиці.

## Історія
У 1906 році село Рожиської волості Луцького повіту Волинської губернії. Відстань від повітового міста 18 верст, від волості 12. Дворів 42, мешканців 312.
До 14 серпня 2017 року село належало до Копачівської сільської ради.

## Населення
Згідно з переписом УРСР 1989 року чисельність наявного населення села становила 324 особи, з яких 144 чоловіки та 180 жінок.
За переписом населення України 2001 року в селі мешкали 303 особи. 100 % населення вказало своєю рідною мовою українську мову.